# Tatary (district Gołdapski)
Tatary (Duits: Tartarren; 1938-1945: Noldental) is een plaats in het Poolse woiwodschap Ermland-Mazurië, in het district Gołdapski. De plaats maakt deel uit van de stad- en landgemeente Gołdap.